# なりすまし
なりすまし（成り済まし）とは、特定の他人または不特定の他者、他の性別のふりをする行為である。詐欺行為などと併用される。極一部の例外を除き、犯罪行為である。なりすましの種類は多岐にわたり、問われる罪も幅が広い。
代表的なカテゴリとしては、次のようなものがある。

## スパイ活動による「なりすまし（背乗り）」
諜報機関の工作員が諜報活動や工作活動の一環として、身分を偽り他人になりすますことがある。実在する他人の身分・戸籍を乗っ取って、その人物に成りすます行為、工作員（スパイ）によって行われるものを「背乗り」と呼ぶ。
旧ソ連の情報機関が編み出した対外工作手法であり、対立国へ使われてきた。ソ連から取り入れた北朝鮮の情報機関の工作員は、日本人に似た東アジア人の容貌を持っているため、日本人拉致や日本国内での工作において、日本語を操って日本に背乗りを仕掛けてきた。

## ソーシャル・エンジニアリングを用いたなりすまし
顧客や取引先、あるいは社員になりすまして、企業に接触・侵入し、機密を聞き出したり、盗んだりする行為。また、この際にあらかじめ、なりすます対象の情報（顧客や取引先情報の取得、社員証の盗みや偽造など）を元にその活動を、ソーシャル・エンジニアリングとも呼ばれている。

## 特殊詐欺におけるなりすまし
他者へのなりすましは、詐欺にしばしば用いられる。
例えば、「オレオレ詐欺」や「振り込め詐欺」などのような特殊詐欺は電話などの手段によって、親族や警察官、金融機関職員、自治体職員などになりすますことにより、現金を騙し取る詐欺行為である。
近年はプラットフォームでのなりすまし広告やアカウントといった、非対面型・オンライン経由でSNS型投資詐欺やロマンス詐欺の被害者が急増している。

## なりすまし広告詐欺・SNS型投資詐欺・SNS型ロマンス詐欺
SNS型ロマンス詐欺の場となっている問題だけでなく、投資詐欺目当てのなりすまし広告(SNS型投資詐欺)と、甘い掲載前の審査・掲載後も通報後も削除せずに放置するプラットフォーム会社（プラットフォーマー）のあり方が問題になっている。日本の警察庁によるとオンライン経由投資詐欺において、Instagram、Facebook、LINE、マッチングアプリの4ルートだけで、被害全体の4分の3を占めている。
主にSNS型投資詐欺はFacebookやInstagramに掲載された、基本的に著名人側が掲載したとなりすました広告を載せ、「儲かる話を教える」としてLINEグループに誘導し、詐欺を働き、金銭を奪う流れとなっている。特にプラットフォーマー側が通報しても削除等の対応しない、そもそも掲載前の審査不足なことから被害が拡大している。プラットフォーマーの非短期的な詐欺広告放置行為は、民法上の不法行為にあたり、偽広告掲載側の目的が刑事罰に該当する犯罪行為であれば共犯となるだけでなく、共同正犯と厳罰となる可能性も指摘されている。特定著名人の名前（例:森永卓郎氏ら）を無断で騙り、それを利用した投資詐欺による逮捕例もある。
警察庁の調査によると2024年3月時点で投資詐欺接触に使われたオンラインルートを被害男女別にみると、男性の1292件のうち、フェイスブックが285件（22.1％）、ラインが273件（21.1％）、インスタグラムが231件（17.9％）であった。女性は979件のうち、インスタグラムが308件（31.5％）、ライン188件（19.2％）、マッチングアプリ138件（14.1％）の順であることが判明した。

### Meta（Instagram・Facebook）
2023年8月末にZOZO創業者の前澤友作がインスタグラムやフェイスブックにおける何百個もなりすまし広告を放置し、抗議しても対応しないMeta社日本法人に痺れを切らし、本社にも内容証明を送ったことを明かしている。
2023年9月1日、三崎優太もSNSで「私は投資を教えるような広告やサービスを一切やってません。全部詐欺！」と、「三崎優太の秘密の投資教室」など自分の名前と写真を使った詐欺投資広告画像を貼付しながら「なりすまし広告もここまできた。悪質すぎる」と批判した。さらにこれらを放置しているMeta社の名前をあげ「Meta社にはいい加減対応して欲しい。多くの著名人が何度も呼びかけているが、まだ対応されない。」とプラットフォームにも責任があると訴えた。
この他にも投資家や実業家の著名人を中心に前澤や三崎と同様の被害に遭っていることが報じられており、SBIホールディングス会長の北尾吉孝や経済アナリストの森永卓郎、経済ジャーナリストの荻原博子、実業家の堀江貴文、お笑いタレントの田村淳、元棋士の桐谷広人などになりすました広告も確認されている。2024年に入ると、投資とは無縁の人物にも被害が広がっており、テニス選手の大坂なおみやジャーナリストの池上彰などになりすました広告も存在していると報じられている。特に森永は「実は私、SNS一切やっていない。ラジオ番組でも1年以上、私はSNSを一切やっていないので“投資勧誘は全部、詐欺です”と流し続けたんです」と説明している。
中には、「森永のアシスタント」と名乗る人物を騙る者からの返答があり、そのアシスタントから森永に無断で偽造された免許証（代官山在住とされる）を用意してアップロードしていたり、その無断でなりすました著名人そのものの肉声をコンピューター合成した、いわゆる「フェイクボイス」なる手口を利用した詐欺行為も散見され、特に本人は一切SNSをやっていないとしている池上や森永（先述）もこのフェイクボイスの無断悪用被害を受けている。
企業も例外では無く、みずほ証券によると、同社名義による投資に関するなりすまし広告が最大で300サイトに表示され、実際に被害にあったと訴える事例も数件報告されている。
2024年4月に自民党はMeta社に現行の対応を続けるならば、日本国内での広告停止処分すると警告した。

### LINE
LINEはなりすまし広告だけでなく、主になりすまし広告で「集客した被害者ら」を詐欺師らが「投資グループ」へ送る誘導先になっている。詐欺師らで構成されたグループ内で興味を示した被害者に個別ラインで搾取してく仕組みが組まれている。警察庁によるもSNS型広告詐欺・SNS型ロマンス詐欺で「集客」した被害者ら基本的にLINEに誘導されており、約9割の被害者の被害時の連絡ツール(欺罔が行われた主たる通信手段)となっている。そして、86％の被害者が銀行振込、約1割が暗号通貨で金銭を振込させられている。他にも「送金詐欺」「情報商材詐欺」の場に悪用されている。
三重県津市の70代の男性が2023年10月頃にLINE経由で「著名な経済学者」のなりすましと知り合い、「投資アプリ」をダウンロードするよう勧められ、現金計約4550万円の詐欺にあっている。
北九州市八幡西区の40代の男性がLINE上に掲載された「実在する外資系会社の社員を名乗る人物」へのなりすまし広告をきっかけに、嘘の投資話による3800万円の詐欺被害にあっている。

## 女性性別へのなりすまし

### 性別・性自認のなりすまし
女性になりすまして女子トイレや女を使用しようとする男がしばしば発生している。2021年5月、大阪市内の女性用トイレに女装状態の男が侵入する事件が発生した。男は「性自認は女性のトランスジェンダー」と虚偽の発言を行っていたが、「戸籍上は男性なのでダメだと分かっていたが、女性と認められている気がして女性用トイレに入った」と語り、大阪府警は男を建造物侵入の疑いで書類送検した。2021年9月、堺市西区で48歳の男がスーパー銭湯の女湯に女装して侵入する事件が発生した。男は「心は女（トランスジェンダー女性）」だと主張していたが、後に「LGBTではない。女装が趣味。女湯に入り完成度を確認したかった」「女装をしている自分に興奮する」と述べ、オートガイネフィリアだと告白した。

### ネカマ
海外の覚醒剤密輸グループのナイジェリア男は、架空のイギリス人の女性「ルイス」になりすまし、岡山県に住む60代の男性に覚醒剤を送りつけたが、税関職員に発見されて逮捕された。
26歳の男がチャットアプリで知り合った神戸市長田区の男子大学生から、電子マネー6万円分を脅し取ったことで恐喝罪で逮捕された。男は「チャットアプリで知り合った人からお金をだまし取ったことに間違いない」「同じ手口で何回もしているので、これがいつのことか覚えていません」と他にも多数の余罪が発覚している。
女性になりすまし、SNSで知り合った大学生男性から下半身の画像を送らせ、「動画送らないとみんなに送るからね」などと脅しすことで動画も送らせた兵庫県明石市の大学生男が強制わいせつ容疑で摘発された。

### 打ち子・ぼったくりバー
2022年7月下旬頃、静岡県の50代男性から現金約130万円をだまし取ったとして詐欺グループが逮捕された。被害者の男性らとのメッセージでは、自称会社役員の男から指示を受けた「打ち子」（男）が「キャスト」（女）になりすましてマッチングアプリでのメッセージを担当し、「親族が交通事故にあった」などとの虚偽メッセージを送っていた。
2023年4月6日、警視庁は東京都新宿区西新宿の男らバー従業員の男女計16人を、新宿歌舞伎町のバーで飲食代のぼったくりを行ったとして都ぼったくり防止条例違反容疑で逮捕した。従業員の男がマッチングアプリで集客した男性らに対して女性が返信しているようになりすまし、バーへ連れて来るメッセージを担当していた。

## 対立する属性・思想の持ち主へのなりすまし
Twitterでは、表現の自由を重視してアンチフェミニズムの立場で活動するネット論客の青識亜論が、表現規制派やフェミニストになりすまして情報収集していた事例があり、炎上につながりかねない発言について反省・謝罪している（詳細は青識亜論#なりすましアカウントの運用を参照）。2024年には「浦和レッズのサポーター」へなりすましながら迷惑行為をする者があらわれ、浦和レッズが公式に注意喚起した。
なお、小林直樹は2011年の著書でネット炎上をその事象に基づき分類し、6分類中の2つに「なりすまし」と「やらせ・捏造・自作自演」を挙げている。また、「対立する属性・思想」の持ち主になりすまして意図的に問題行動を行い、炎上を発生させるなどして「対立する属性・思想」の持ち主への攻撃とする行動は、一種の偽旗作戦ともいえる。

## 自作自演
「差別されている」ことで得られる利益目的で○○という属性を持つ人が「○○差別者」という不特定な匿名者へなりすまし、自分自身や自己の属性を誹謗中傷する自作自演を行うケースがある。同和関連差別自作自演ケースとして、立花町連続差別ハガキ事件、滋賀県公立中学校差別落書き自作自演事件や解同高知市協「差別手紙」事件などがその例の一部である。 他の自演のケースとして、セルフ・ネットいじめ（デジタル自傷行為）がある。これに対するアメリカ合衆国における調査で、アメリカ人の10代の5〜9％が“デジタル自傷行為”を行っていることが明らかになっている。理由としては注目を集めたかったり、中傷が来ることで「そんなことないよ」といった自身への同情コメント誘発を狙っていると判明した。

## その他インターネットにおけるなりすまし
前述の投資広告関連なりすまし詐欺やロマンス詐欺を除いたインターネットにおけるなりすましとして、以下のようなものがある。

### 他者のID・パスワードの盗用（不正アクセス）
他人のユーザIDとパスワードを盗み、システムにアクセスし活動する。他人のIDやパスワードを無断で使用してログインを試みる行為は、不正アクセス行為と呼ばれ、日本では不正アクセス行為の禁止等に関する法律（不正アクセス禁止法）により処罰対象となる。

### IPスプーフィング
特定のIPアドレスのマシンからのアクセスしか許可しないように設定されたサーバーに対して、送信元のIPアドレスを偽装・操作して、アクセスを許可されたマシンのふりをする。

### インターネットを悪用した他者へのなりすまし（顔写真、名前、ニックネーム・ハンドル等の盗用した犯罪行為）
ブログや電子掲示板、SNSなど、自由にハンドルネームを設定して書き込みができる場において、他人のハンドルネームや名前を使用し、その人のふりをして活動する事例がある。なりすまし内容によっては、名誉毀損罪になる。そして、場合によっては慰謝料請求対象となる。
登録制のソーシャル・ネットワーキング・サービスの場合、実在する別の人物の名（有名人の場合が多いが一般人の場合もある）のアカウントを作成しその人物のふりをして活動したり、企業・団体名のアカウントを作成しその企業・団体の公式アカウントのふりをして活動したりする例がある。このなりすましの対策としてTwitterでは、Twitterの運営者が本人確認をしたアカウントに対してそれを表す認証済みバッジを表示している。